# Brigitte Jouannet
Brigitte Denisse Jouannet Hoyos (Santiago de Chile, 27 de octubre de 1993) es una actriz y profesora de teatro peruana-chilena, que ha desarrollado su carrera artística, protagonizando en obras y musicales.

## Biografía
Brigitte Denisse Jouannet Hoyos nació el 27 de octubre de 1993 en la capital chilena Santiago, lugar donde vivió hasta los ocho años, cuando se mudaría a la ciudad peruana Lima.[cita requerida] Tras haber acabado la secundaria, empezaría a estudiar actuación en el Teatro de la Universidad Católica de Perú y emprender una carrera artística participando en diferentes obras teatrales de su centro educativo.[cita requerida]
Jouannet hizo su debut como actriz a la edad de ventiun años participando en la obra teatral Memorias en 2015. Seguido en ese año, fue parte de la adaptación local de Los ciegos del escritor belga Maurice Maeterlinck como rol principal.
Tiempo después, asume por primera vez el protagónico con el montaje juvenil Des-conectada en 2018, interpretando el personaje de Andrea, una niña que le gusta pasar un tiempo en internet, en el cual queda atrapada en el mundo digital. Gracias a su desempeño en el teatro, le ha permitido ser parte del elenco de la telenovela peruana En la piel de Alicia al año siguiente, bajo el papel de Gina García, la mejor amiga de la protagonista Alicia Huayta. A lo paralelo, fue parte del drama Sanseacabó y el último refugio en 2019 de la dirección de Miguel Álvarez como protagonista, asumiendo el papel de Balán, una pequeña atrapada por el malvado Sanseacabó. Tuvo una breve participación en la película El sueño de Ariana en 2020.
Seguidamente Jouannet continuaría con sus siguientes proyectos en las tablas, participando en el rol principal de la otra producción local Emma millenial compartiendo escena con los actores Giovanni Arce, Vania Accinelli y Renato Rueda, siendo estrenada en el Teatro Británico en el año 2021, interpretando a Harriet, la mejor amiga de Emma. Además, fue locutora del proyecto Bicentenario con caras al aniversario de la Independencia del Perú en 2021 y coprotagonizó al año siguiente el montaje ficticio La sangre es mujer como Camila, una chica que recién se ha casado, teniendo un marido obsesionado con tener un hijo. Participó en la conducción del programa televisivo Generación del Bicentenario para TV Perú, compartiendo diferentes segmentos junto a Manuel Gold, Júnior Béjar y Vanessa Zeuner, y la coconducción de Aprendo en casa por la misma televisora durante la pandemia de COVID-19.[cita requerida]
Años más tarde, asumiría el protagónico de la comedia infantil Quilla la ardilla en la peña Pimpilla en 2023 con su personaje de Quilla, una ardilla aventurera quién a su vez junto a su amigo Balita el perro, emprenderían en una misión para salvar los árboles de su vecindario. Fue parte del reparto principal de la otra ficción Esperanza de la dirección de Marisol Palacios y dramaturgía de Aldo Miyashiro, asumiendo el papel de la Hija. Además, participó en el musical La mujer con cabeza de serpientes como la diosa Atenea ese año.
Fuera de su carrera actoral, se desempeña como locutora comercial y cosas de similar índole.[cita requerida] En el año 2024, ingresa al reparto principal de la telenovela Tu nombre y el mío de América Televisión como Carla Jiménez, la mejor amiga de Deyvis Orosco.
En el año 2025, asume su primer papel antagónico en la siguiente producción del mismo canal  Eres mi sangre, bajo el papel de la influencer de modas Brigitte Rivera, la prima de Gabriela Navarro e hija de Leonardo Rivera y Catalina Navarro.

## Filmografía

### Televisión
| Año  | Título                      | Rol                             | Notas                                             | Emisión            |
| ---- | --------------------------- | ------------------------------- | ------------------------------------------------- | ------------------ |
| 2019 | En la piel de Alicia        | Gina García                     | Rol principal                                     | América Televisión |
| 2021 | Generación del Bicentenario | Ella misma                      | Presentadora                                      | TV Perú            |
| 2021 | Aprendo en casa             | Ella misma                      | Copresentadora de la secuencia Promo 2021, la pre | TV Perú            |
| 2021 | Luz de luna                 | Giselle Vílchez                 | Rol secundario                                    | América Televisión |
| 2024 | Tu nombre y el mío          | Carla Deyanira Jiménez Alzamora | Rol principal                                     | América Televisión |
| 2025 | Eres mi sangre              | Brigitte Rivera Navarro         | Rol antagónico reformado                          | América Televisión |

### Cine
| Año  | Título                      | Rol             | Notas                  |
| ---- | --------------------------- | --------------- | ---------------------- |
| 2016 | La batalla de los espíritus | Madre de Susuka | Voz de doblaje peruano |
| 2024 | El sueño de Ariana          | Maca            | Rol secundario         |

### Teatro
| Año  | Título                                | Rol     | Notas                             |
| ---- | ------------------------------------- | ------- | --------------------------------- |
| 2015 | Memorias                              |         | Rol coprotagónico (debut actoral) |
| 2015 | Los ciegos                            |         | Rol principal                     |
| 2018 | Des-conectada                         | Andrea  | Rol protagónico                   |
| 2019 | Sanseacabó y el último refugio        | Balán   | Rol protagónico                   |
| 2021 | Emma millenial                        | Harriet | Rol principal                     |
| 2022 | La sangre es joven                    | Camila  | Rol protagónico                   |
| 2023 | La mujer con cabeza de serpientes     | Atenea  | Rol principal                     |
| 2023 | Esperanza                             | Hija    | Rol coprotagónico                 |
| 2023 | Quilla la ardilla en la peña Pimpilla | Quilla  | Rol protagónico                   |